# Ilia Tchachnik
Ilia Grigoriévitch Tchachnik (en russe : Илья Григорьевич Чашник ; en anglais : Ilya Chashnik ; en letton : Iļja Čašņiks) est né le 26 juin 1902 (calendrier grégorien, 9 juillet 1902) à Ludza, gouvernement de Vitebsk, Empire russe (cette ville est située de nos jours en Lettonie). Il est mort le 4 mars 1929 à Saint-Pétersbourg, URSS. Peintre et « designer » de l'avant-garde russe. Avec Nikolai Souïetine, il fut l'un des deux élèves les plus proches de Kasimir Malevitch, le fondateur du suprématisme.

## Biographie
Ilia Tchachnik est né en Lettonie, dans une famille juive de petits commerçants-artisans. C'est dans une ville toute proche de Ludza, la ville de Dvinsk devenue aujourd'hui Daugavpils que nait un an plus tard en 1903 le peintre (devenu américain) Mark Rothko représentant, selon certains critiques, de l'expressionnisme abstrait. L'acteur juif soviétique Solomon Mikhoels est également originaire de Daugavpils.
Ilia est le cadet d'une famille de huit enfants, et après la naissance de ce dernier enfant, la famille déménage dans le gouvernement de Vitebsk. À l'âge de onze ans, Ilia est envoyé comme apprenti, chez un maître-opticien où il travaille jusqu'à onze heures par jour.

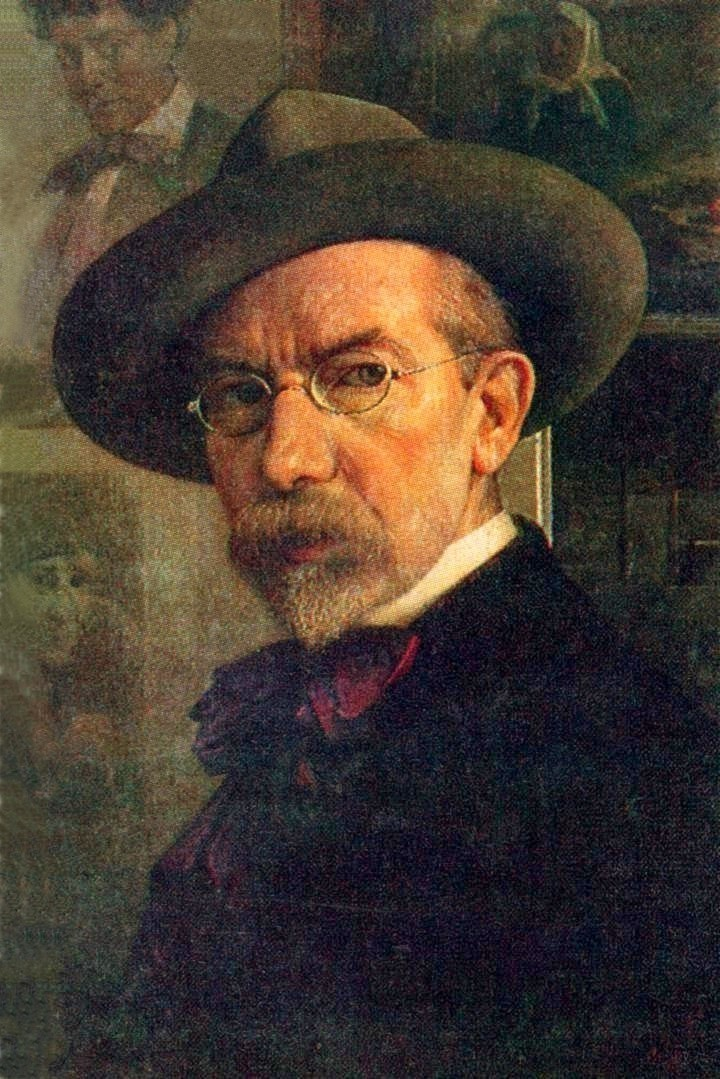
Iouri Pen, Autoportrait 1922

À quinze ans, durant les années 1917—1918, Ilia Tchachnik fréquente, le dimanche, l'école privée d'Iouri Pen où il rencontre d'autres élèves : Lazar Lissitzky, Ossip Zadkine, Marc Chagall et encore d'autres qui deviendront peintres par la suite. Iouri Pen enseigne également à l'École artistique de Vitebsk.

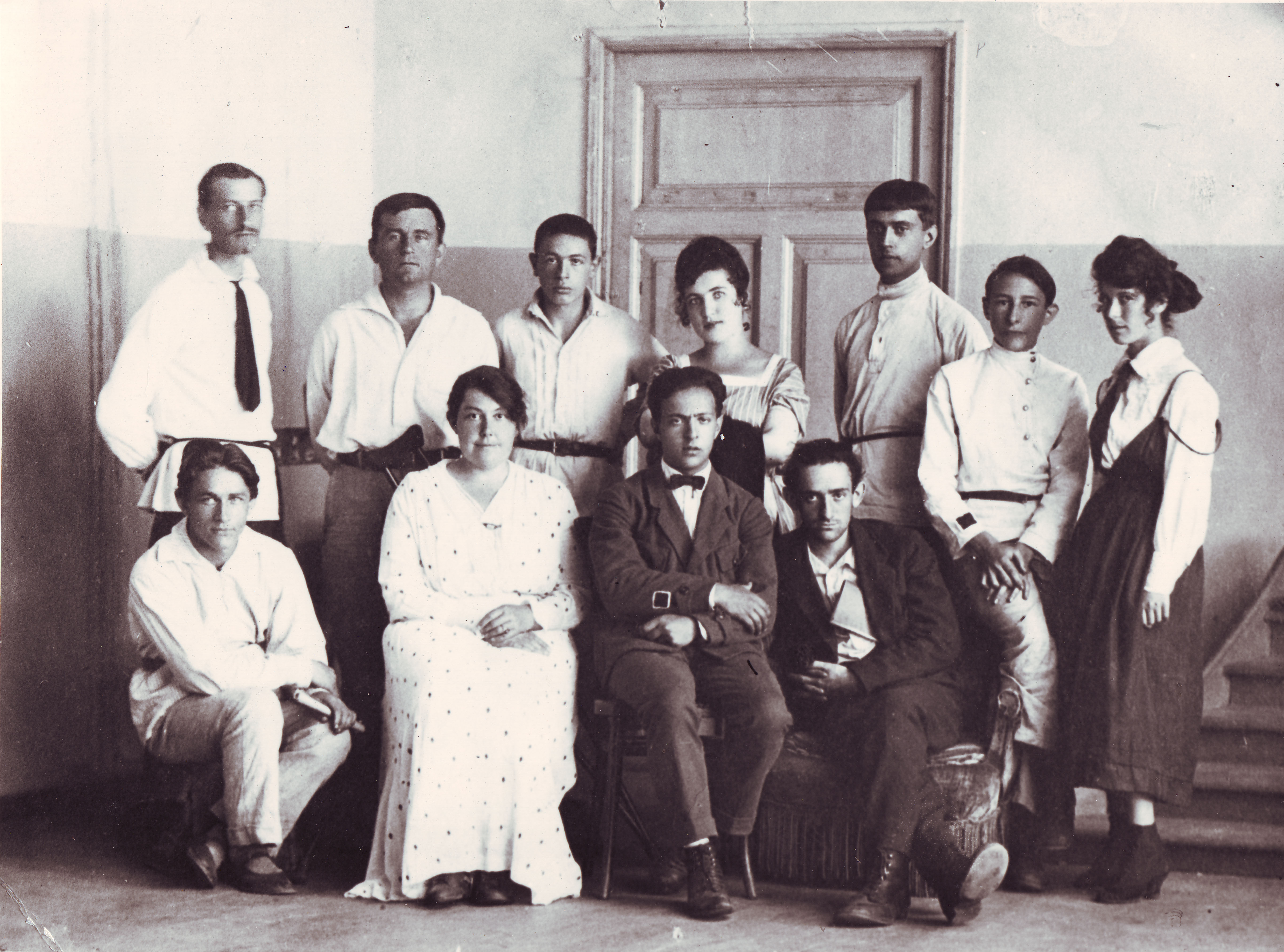
UNOVIS 1922, Vitebsk. Debout (de gauche à droite) : I.I. Tchervinko, K.Malevitch, E.M. Royak, A.A. Kagan, N.M. Souetine, Ioudine A. Lev, E.M. Magaril. Assis (de gauche à droite) : M.S. Veksler, V.M. Ermolaeva, Ilia Tchachnik, L.M. Khidekiel.

En 1918, à l'âge de seize ans, Tchachnik part pour Moscou et s'inscrit aux cours d'architecture à l'École de peinture, de sculpture et d'architecture de Moscou, où enseigne à cette époque Kasimir Malevitch. Mais, il apprend que Marc Chagall est arrivé à Vitebsk et qu'il enseigne à l'École artistique de Vitebsk. Tchachnik retourne alors dans la ville de son enfance, vers Chagall qu'il connait comme ancien élève d'Iouri Pen. L'été 1919 le travail du jeune peintre est remarqué lors de la première exposition organisée par l'école et une de ses toiles est choisie pour être présentée au musée de l'école.
En 1919, Tchachnik travaille à Vitebsk dans l'atelier de l'École artistique de Vitebsk, spécialisé en graphisme, en imprimerie et en architecture, sous la direction de Lissitzky. Polina Khentova arrive à cette époque à Vitebsk, ville dont elle était originaire et qu'elle avait quitté enfant. Elle travaille avec Chagall, Lissitzky et Tchachnik. Chagall avait offert à Lissitzky la direction de l'atelier de graphisme, d'imprimerie et d'architecture. Tchachnik, qui était attiré par l'architecture, suit Lissitzky dans cet atelier. Ce dernier avait suivi des cours fondamentaux d'architecture en Allemagne. Toutefois à cette époque Lissitzky commence déjà à s'intéresser davantage à l'art juif contemporain qu'à l'architecture. La révolution d'octobre 1917 avait poussé les artistes juifs à s'intégrer à la société et à l'avant-garde qui les accueillait. Ils étaient devenus citoyens et peintres et se lançaient dans l'aventure. Parallèlement, la plupart continuent à se consacrer à l'art purement juif en illustrant des livres juifs. Lissitzky et Natan Altman symbolisent la fusion entre l'avant garde et la tradition. Lissitzky était déçu par les errements et le conservatisme de certains artistes juifs.
Lissitzky illustra par exemple en 1922 un recueil de contes populaires ukrainiens en hébreu.
Il avait été à Moguilev en 1917 avec Ryback et trouvé des motifs décoratifs dans la synagogue, qui sont repris dans le livre des contes ukrainiens. Entre 1917 et 1920 il publie de nombreux livres illustrés également en yiddish. Mais Lissitzky parvenait à mêler ses conceptions constructivistes à ses dessins de tradition juive.

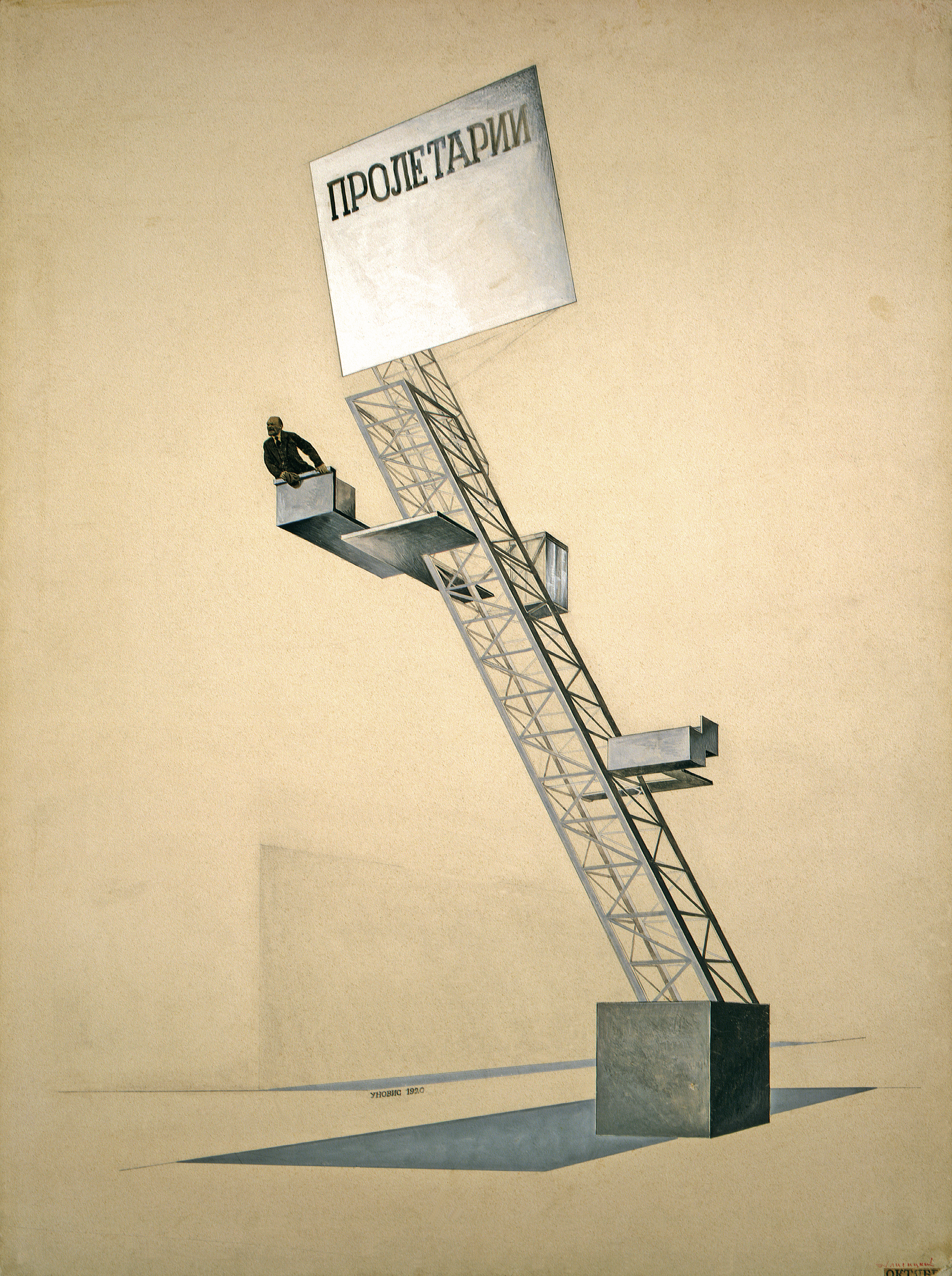
El Lissitzki, Tribune de Lénine, 1920. Galerie Tretiakov, Moscou.

En 1920, Ilia Tchachnik devient membre de l'UNOVIS, le mouvement suprématiste créé par Kasimir Malevitch.
À la suite de cette collaboration au sein des mouvements suprématistes et constructivistes et aux débats d'idées qui y étaient suscités, Tchachnik publie des textes théoriques (« La Faculté de technique architecturale de l'UNOVIS »).
Par ailleurs il propose des projets qui resteront à l'état purement conceptuel. Tchachnik est, par exemple, à l'origine de la fameuse « Tribune de Lénine » créée à l'UNOVIS de Vitebsk en 1920 dans l'atelier de Lissitzky.
Il participe aussi, durant les années qui suivent à la Révolution d'Octobre de 1917, aux festivités organisées, chaque année, pour l'anniversaire de celle-ci. Ces fêtes se déroulaient dans plusieurs villes, et lui-même, participe à celle de Vitebsk et à celle de Smolensk. Elles donnent aux artistes l'occasion de rivaliser d'originalité dans les domaines de l'affiche et de l'architecture. La plupart des peintres de l'École artistique de Vitebsk contribueront au succès de ces fêtes populaires.
À partir de 1922, il part à Petrograd et s'intéresse au « design », aux affiches, aux panneaux de publicité. Il participe à diverses expositions. Puis, en 1923, il prend part aux travaux du « Ghinkhouk » (Institut national de la Culture artistique de Petrograd-Leningrad). Cet Institut, de même que son équivalent à Moscou, l'Inkhouk et l'UNOVIS à Vitebsk, étudient la place de l'art dans la société, son enseignement. Ils fournissent une immense contribution à une réflexion sur les arts plastiques et à un renouvellement des rapports arts et vie, art et société. C'est Malevitch qui dirige cet Institut Ghinkhouk après son départ de Vitebsk, où il avait fondé l'UNOVIS (Affirmation et fondement du nouveau en art) en 1922. Natan Altman l'avait précédé dans ces fonctions. Toutes les tendances de l'avant-garde se sont exprimées au sein de cet Institut et surtout le constructivisme russe et le suprématisme,,.
Cet Institut Guinkhouk exista entre 1923 et 1926 ; y travaillèrent aussi : Vladimir Tatline et Nikolaï Pounine, pour ne citer que les plus réputés.
En 1925, Tchachnik s'inscrit à l'Institut de décoration en tant que chercheur dans le « laboratoire » où il travaille avec Malevitch, K. Rojdiestvenski, N. Souïétine, et ce, jusqu'en 1926, lorsque l'Institut ferme ses portes.
En 1925 Tchachnik participe à Paris à l'Exposition internationale des arts décoratifs et industriels modernes.
Il fait de nombreuses recherches dans le domaine de l'architecture, poursuivant celles lancées par Malevitch, en travaillant sur des modèles en plâtre. En 1926, il crée son propre atelier tout en restant proche de Malevitch.
Il meurt à Leningrad le 4 mars 1929, à l'âge de 26 ans, des suites d'une péritonite. Ses amis construisirent sur sa tombe un cube blanc en bois avec un carré noir.

### Œuvres
Ilia Tchachnik développe les idées de son maître Malevitch, en créant en peinture, des espaces cosmiques en apesanteur, sévères et vastes. Il adhère entièrement aux principes développés par Malevitch. Avec le suprématisme, ce dernier éliminait toute évocation du réel ; il ouvrait la tentation du vide ; il ne voulait « plus aucun semblant de réalité, non plus que d'images idéalistes-rien qu'un désert... rempli par l'esprit de la sensation non-objective ». Selon le procédé de ce dernier, il travaillait sur le principe des contrastes en limitant le nombre de couleurs : blanc, noir, rouge et bleu. « Le “suprématisme” », écrivait Malevitch, « m'a fait découvrir... qu'il y a dans l'être humain un désir impérieux d'espace et de volonté de s'échapper du globe terrestre ».
D'autres suivaient ces mêmes principes : L. Khidekel et N. M. Souïétine. Par contre certains restaient attachés au réalisme pittoresque (Yermolayeva, Yudin, Sterligov),.
Tchachnik avait un esprit d'analyse, il avait étudié la philosophie et la théorie de la peinture. La peinture de l'artiste est définie comme « un état de conscience supérieur », « une culture de forces magnétiques, une excitation dynamique ».

### Travaux pour la Fabrique de porcelaine
Pendant un an, entre 1923 et 1924, il travaille (ensemble avec N. M. Souïétine) à la Manufacture de Lomonossov, en qualité d'artiste-compositeur pour l'expérimentation et la production de modèles de formes artistiques. Autant le suprématisme éloignait les artistes des représentations d'objets dans leur tableau, autant il les attirait vers la réalisation d'objets manufacturés utilitaires.
C'est durant cette période qu'il réalise plusieurs projets de tasses et d'éléments de services de table comme des assiettes. Malevitch avait supprimé dans son enseignement toute hiérarchie entre arts plastiques et arts appliqués. Lui-même, s'intéressait aux textiles.
Quant à Tchachnik et Souïétine, ils peignent de nombreux décors de porcelaines suprématistes dont certaines pour la fabrique de Lomonossov. Pour les porcelaines, les artistes choisissent les mêmes éléments noirs habituels des tableaux suprématistes : la croix, par exemple, et le cercle de couleur sur fonds d'une autre couleur. Les objets (assiettes, tasses, soucoupes) sont souvent décorés de larges bandes noires sur leurs bords.
Avec les années ses objets deviennent de plus en plus délicats et variés. Le meilleur de sa production était présenté au musée de la manufacture et vendus également dans les capitales européennes de l'ouest.

## Galerie

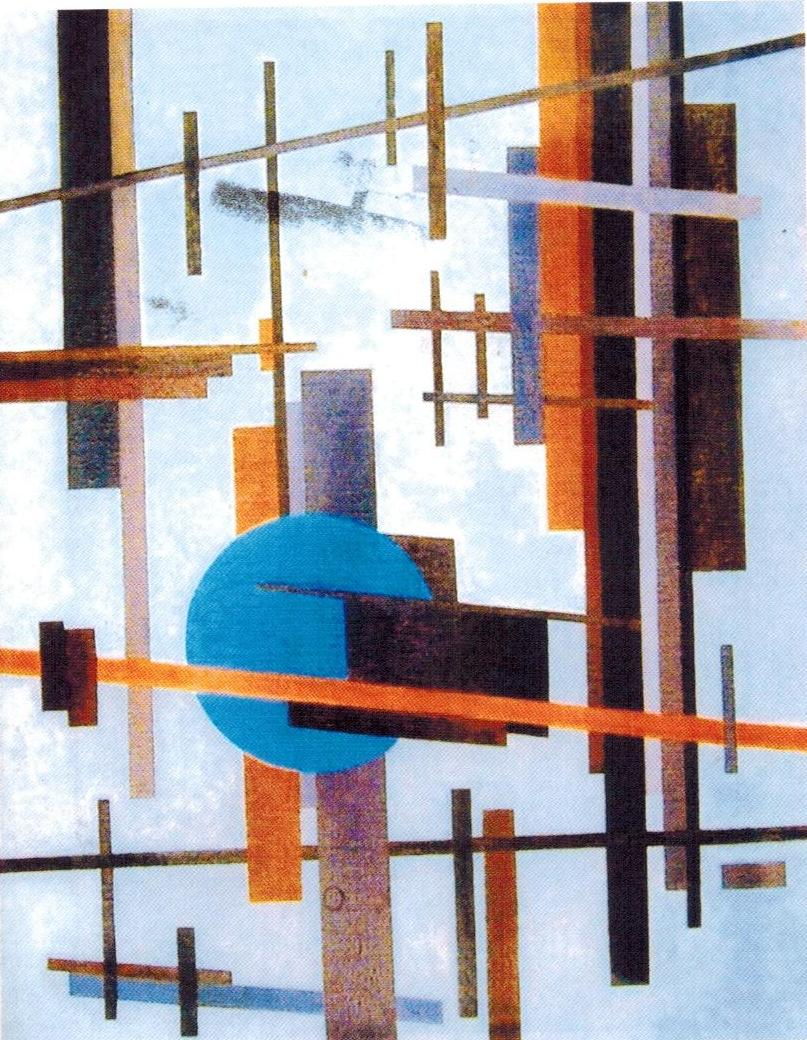
Composition 1919.
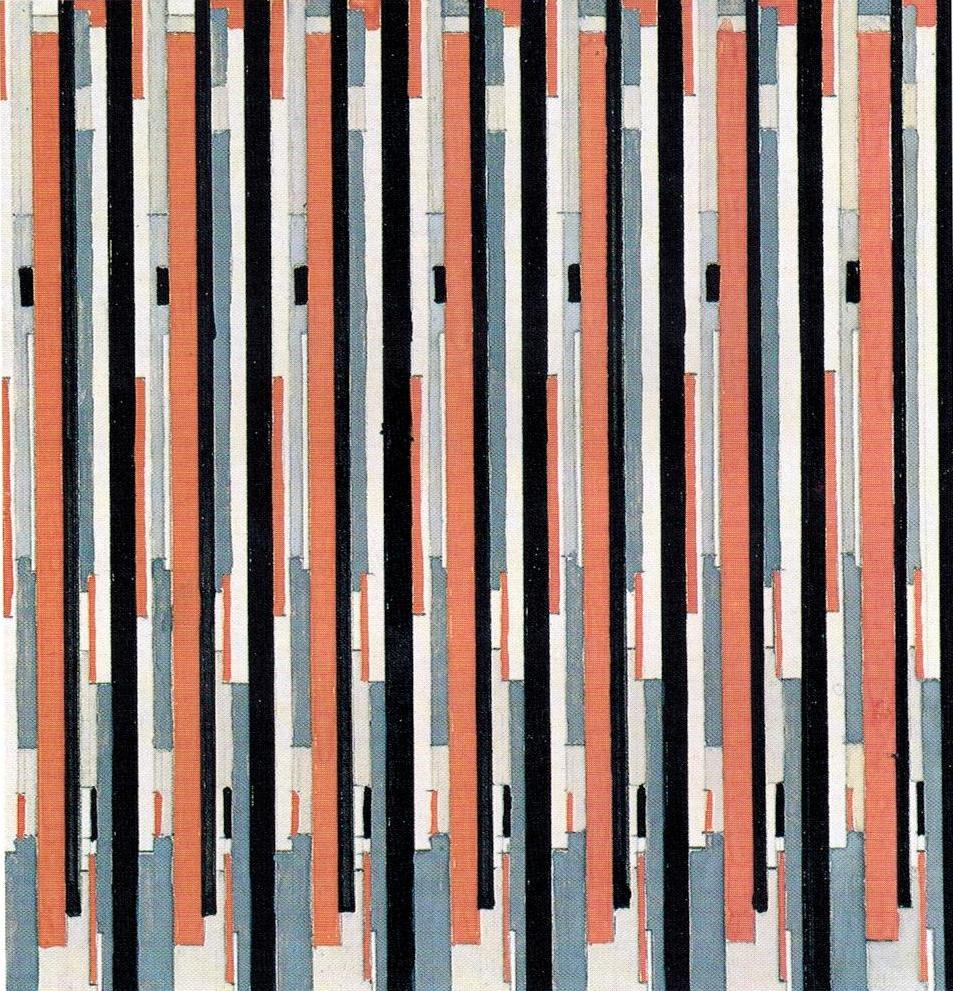
Mouvement de fleur 1922.
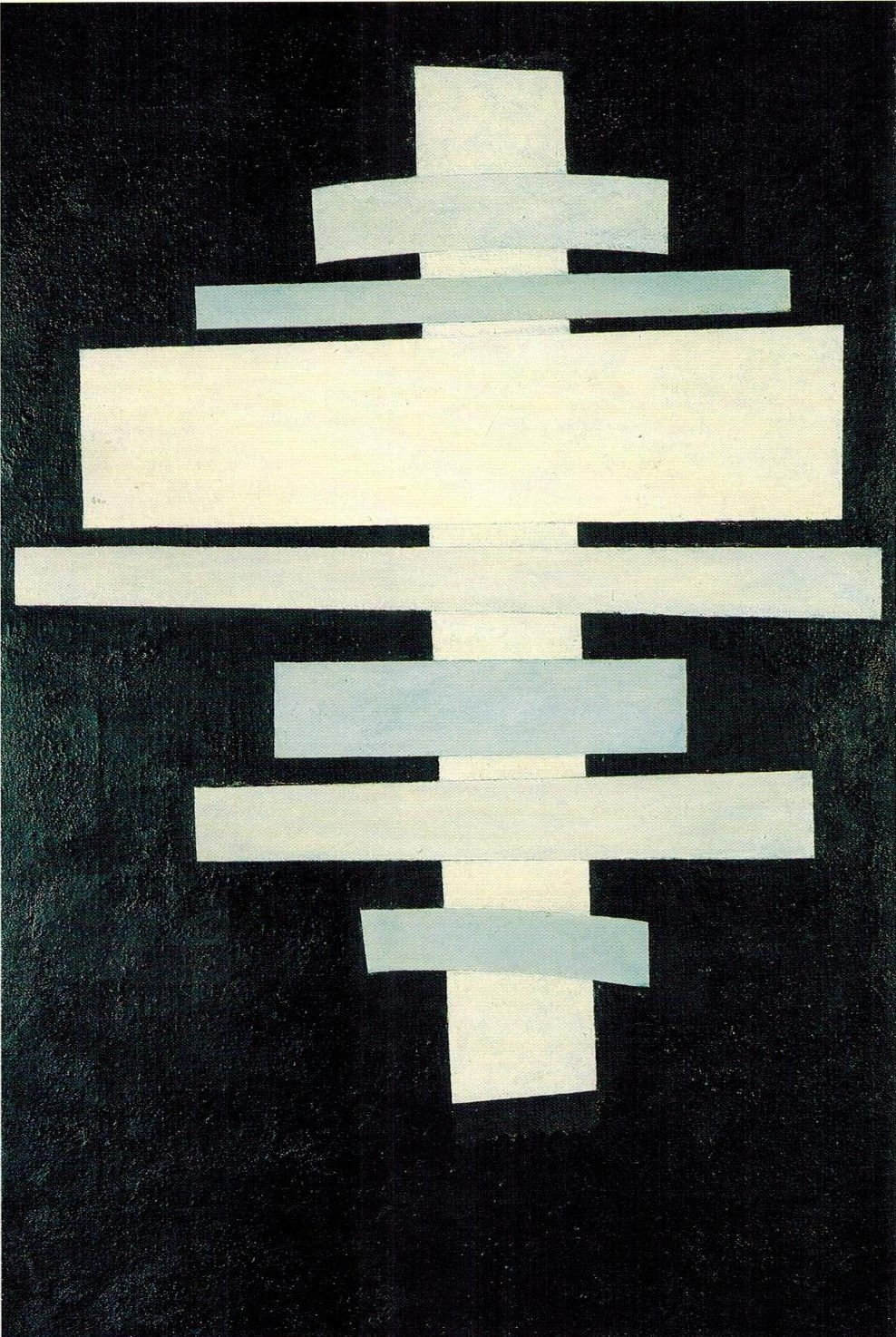
Galerie Trétiakov/Suprématisme 1922-23.
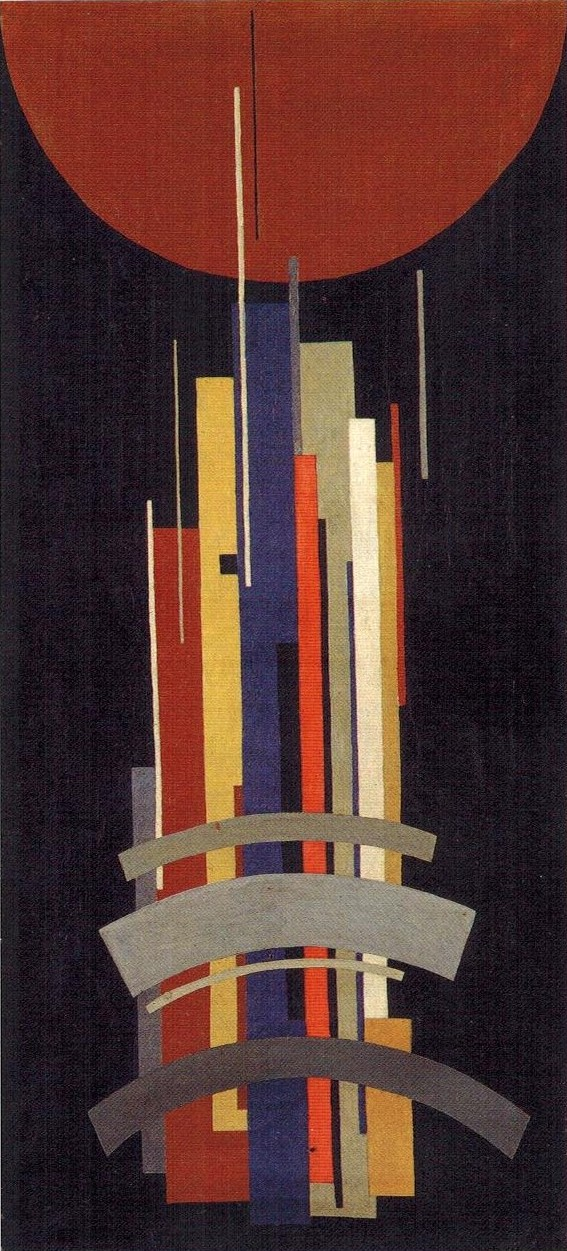
axes verticaux en mouvement 1920.
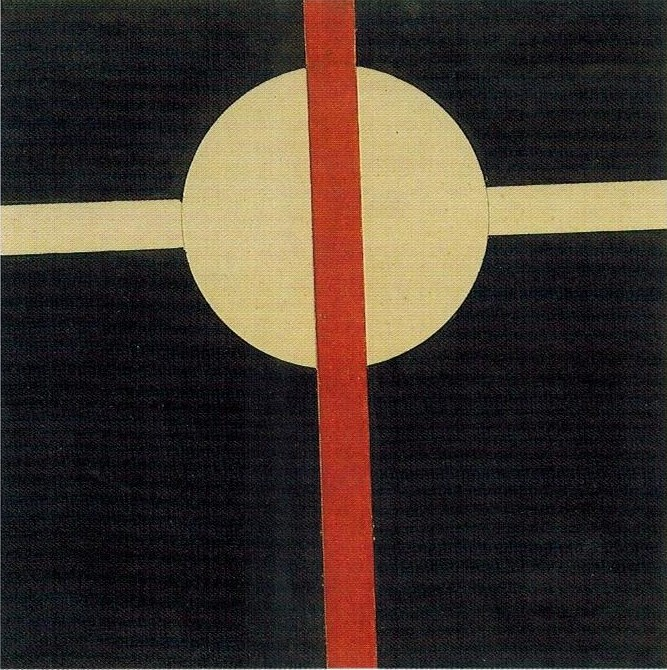
Composition à la raie rouge 1923.
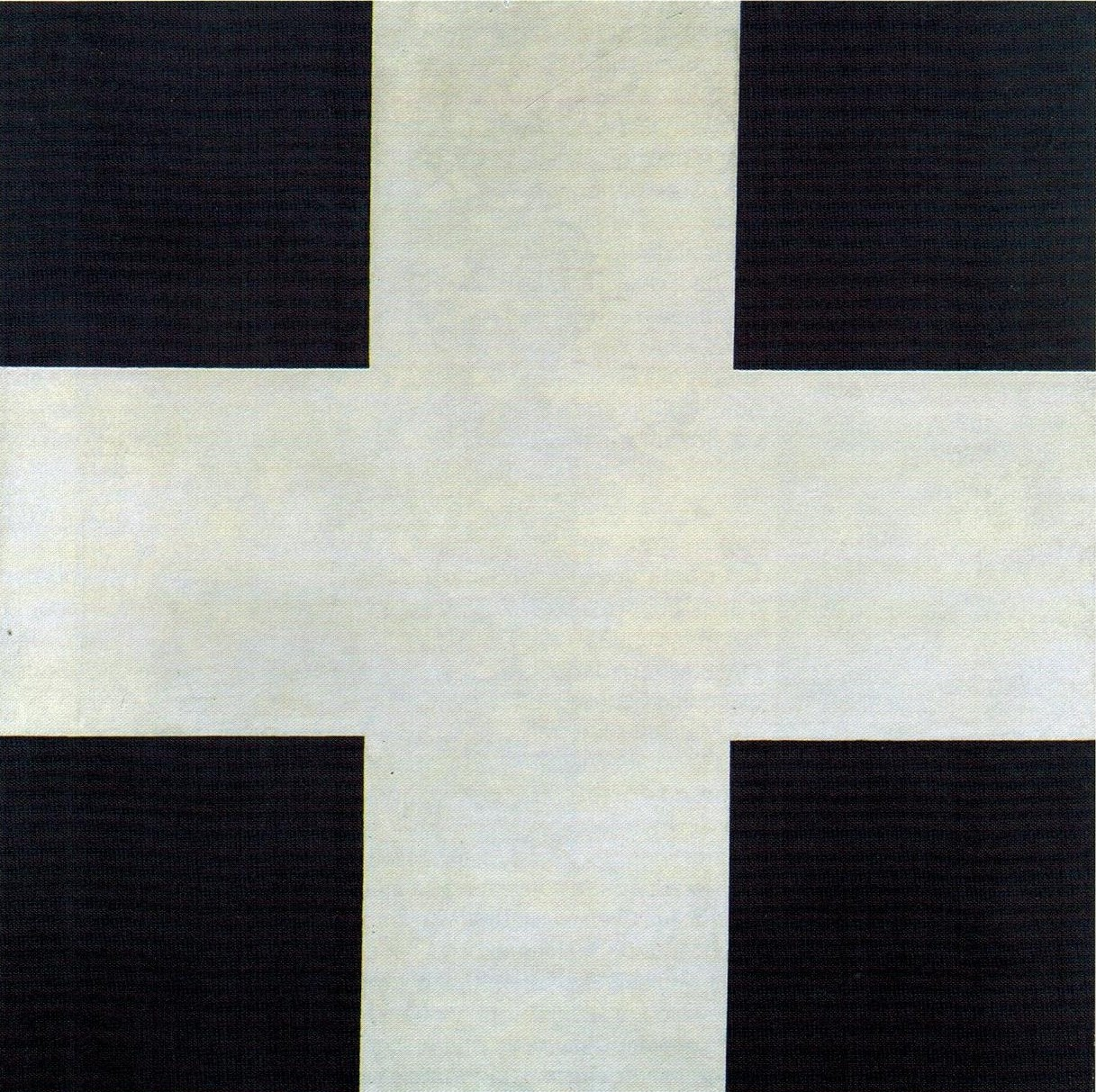
Croix suprématiste 1923.
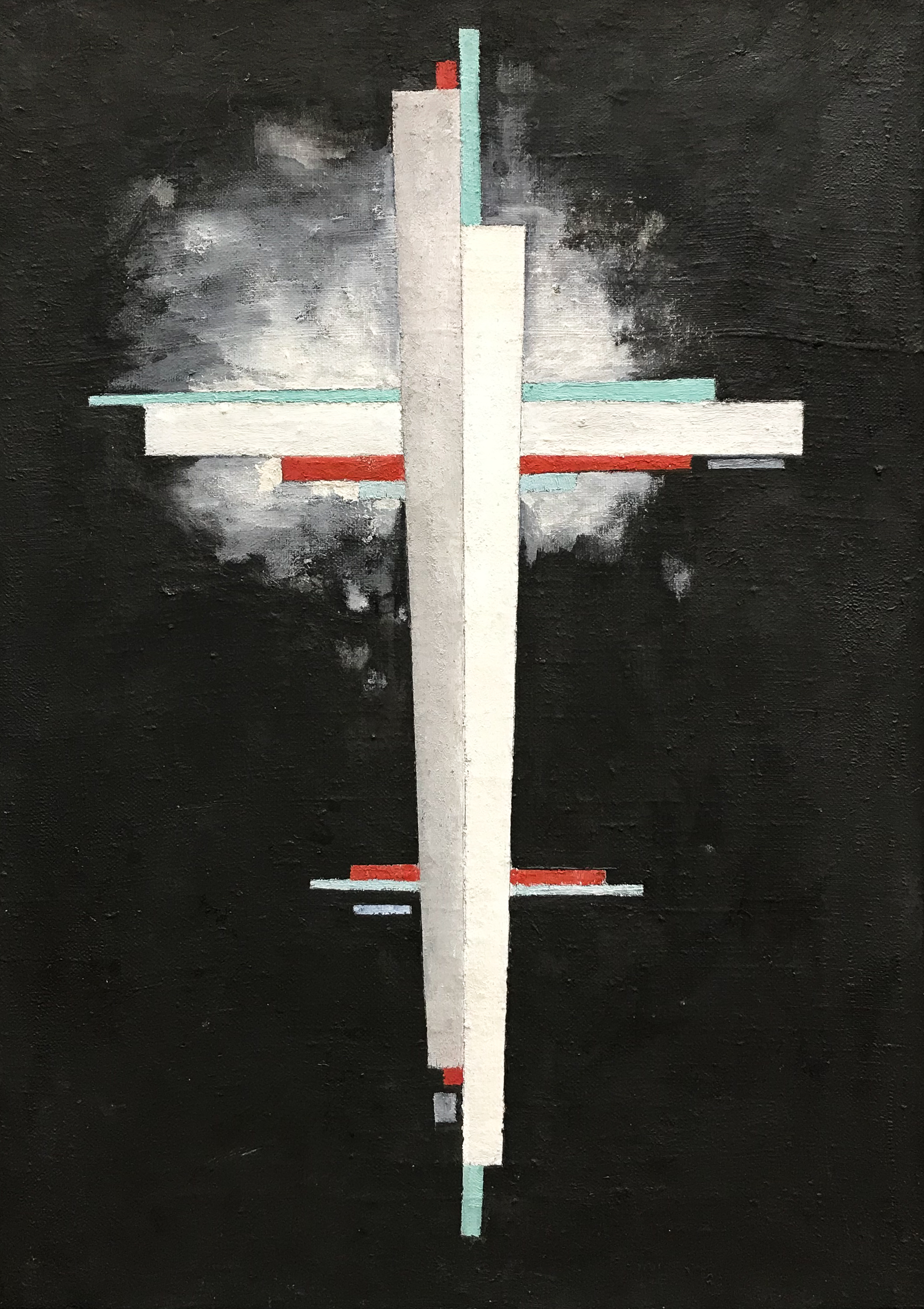
Galerie Trétiakov./Suprématisme 1923.
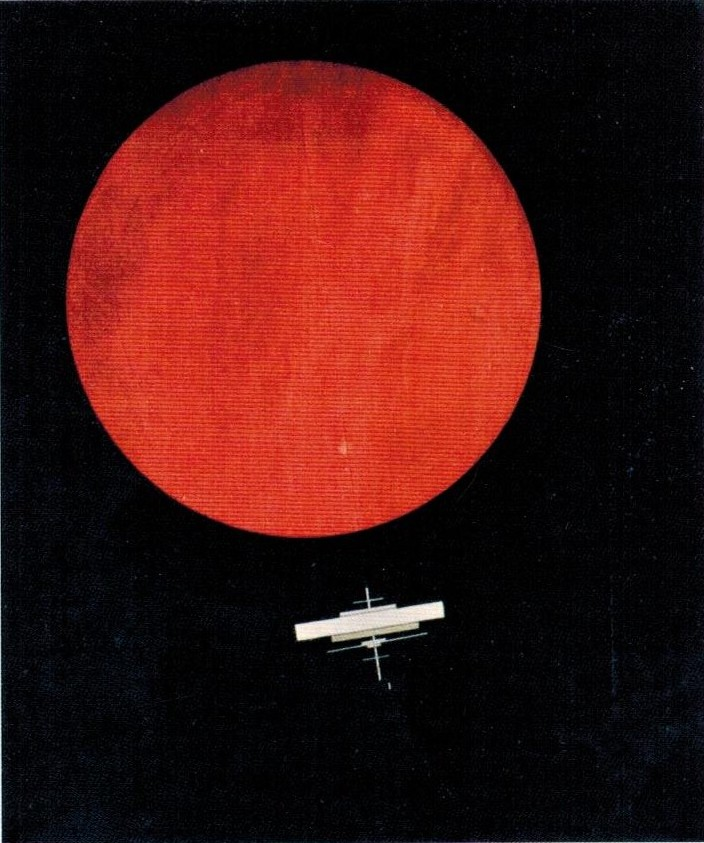
Cercle rouge sur une surface noire 1925.
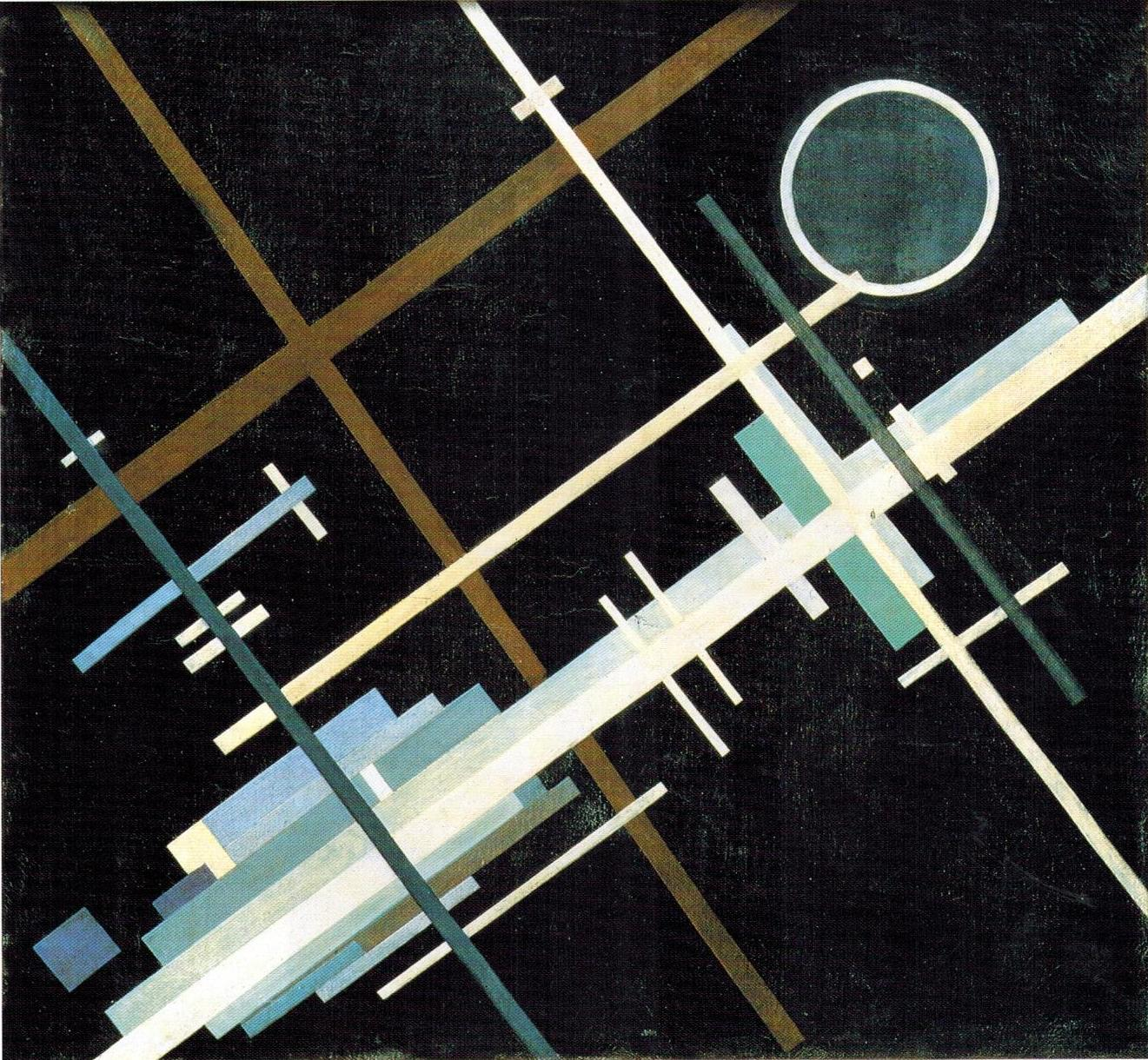
Composition 1925.
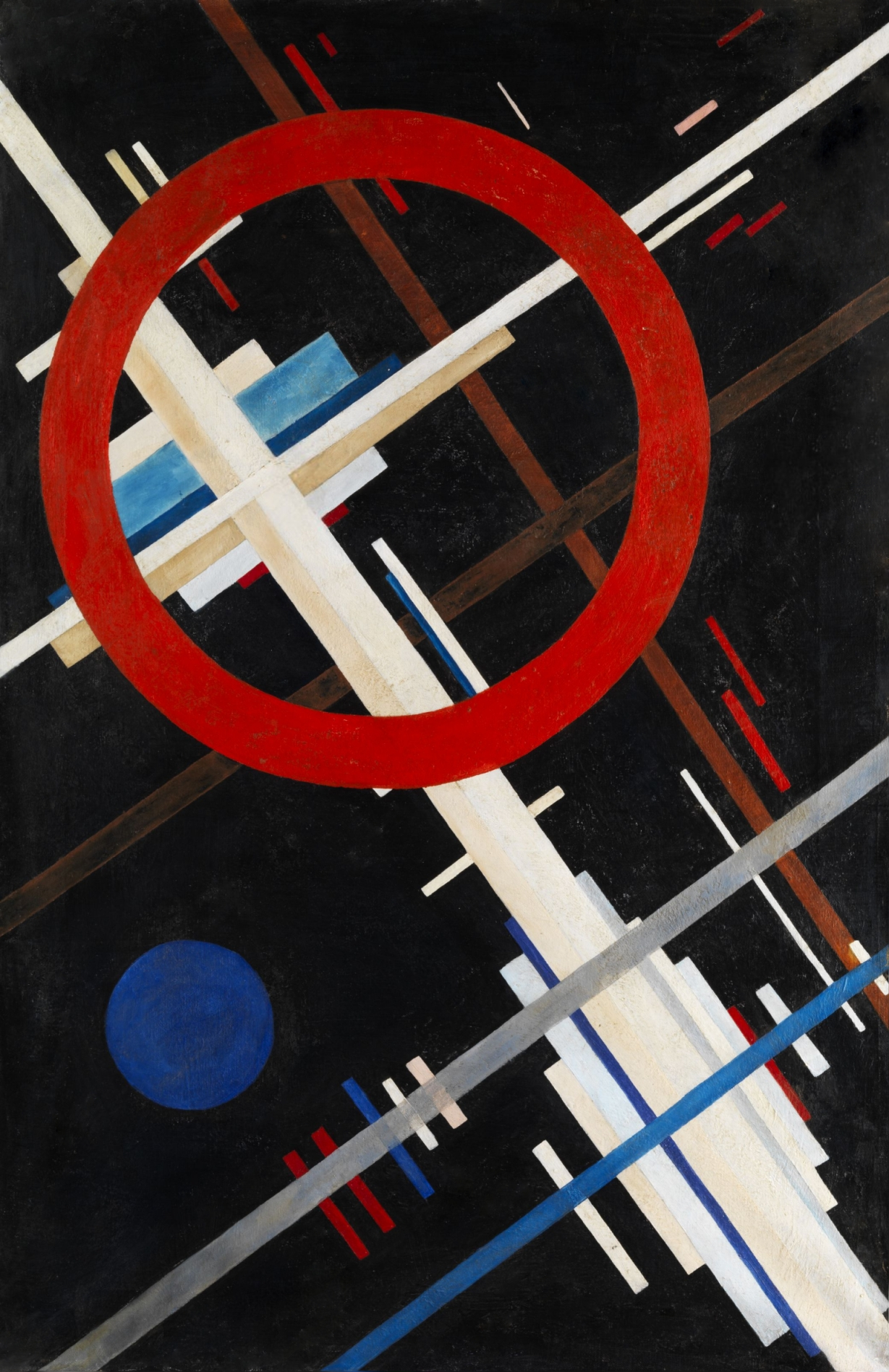
Composition 1926-27.